# Isoberlinia tomentosa
Isoberlinia tomentosa là một loài thực vật có hoa trong họ Đậu. Loài này được (Harms) Craib & Stapf miêu tả khoa học đầu tiên.